# Trinidad Sánchez-Pacheco
Trinidad Sánchez-Pacheco (Ocaña, Província de Toledo, Castella-La Manxa, 19 de març de 1931 - Barcelona, 19 de març de 2001) va ser una historiadora de l'art espanyola i directora museística que residí la major part de la seva vida a Barcelona.
Estudià Història de l'art, especialitat en la qual es va llicenciar per la Universitat Complutense de Madrid el 1952. Posteriorment, estudià també Psicologia a la Universitat de Barcelona, on es llicencià el 1969. A més, s'especialitzà en arxivística pels Arxius Nacionals de París (1955). El 1964 s'instal·là a Barcelona i exercí com a professora adjunta del Departament d'Història Medieval de la UB a partir de 1965.
Pocs anys després va guanyar la plaça de conservadora tècnica del Museu de les Arts Decoratives, i des d'allà va passar a dirigir l'Arxiu Fotogràfic de Barcelona. El 1974 es va convertir en la directora del Museu de Ceràmica, on substituí Lluís Maria Llubià. Aquesta tasca la va exercir amb èxit en dues etapes, la primera fins al 1986 i la segona entre el 1990 i el 1996. En una època en què la museografia i la museologia encara no s'havien desenvolupat al nostre país, Sánchez-Pacheco va reobrir el Museu de Ceràmica i reorganitzà les col·leccions, les reserves i l'arxiu. Així mateix, va consolidar una sèrie d'activitats per tal de promoure i revitalitzar el món de la ceràmica, amb un èmfasi especial en la ceràmica contemporània, àmbit en el qual va impulsar la creació de la col·lecció de ceràmica contemporània que fins a aquell moment només comptava amb les importants obres de Picasso i d'algun altre artista menys destacat. En aquest sentit, Sánchez-Pacheco s'encarregà d'organitzar exposicions temporals, sobretot d'artistes emergents, tallers, cursos, seminaris, conferències i visites guiades per tal de dinamitzar el sector, mentre aconseguia situar el Museu de Ceràmica en el mapa dels museus de la ciutat, convertint-lo en punt de trobada d'artistes, col·leccionistes, ceramistes, historiadors i antiquaris, fidelitzant un públic fins aleshores mancat de referents. Tot plegat, la va portar a ser considerada una destacada especialista en el món de la ceràmica.
Entre els anys 1986 i 1990 va ocupar el càrrec de directora de la Reial Acadèmia d'Espanya a Roma, des d'on va organitzar interessants cicles de conferències, exposicions, visites arqueològiques i altres activitats, entre les quals destaca la mostra sobre l'obra dels últims anys del pintor Joan Miró, que va tenir lloc el 1989, i que fou una de les exposicions d'art que va rebre més visitants a Itàlia: «I Miró de Miró». Al desè aniversari de la seva mort, el 2011, el Museu de Ceràmica li va organitzar una exposició, «Terres blaves. Homenatge a Trinidad Sánchez-Pacheco» (2011) per tal de recordar la seva personalitat i el seu interès global per la cultura i els seus coneixements al voltant de la història i la tècnica de la ceràmica, valorant la importància de la col·lecció de ceràmica, com a patrimoni de la ciutat de Barcelona, contribuint a fer-ne difusió en l'àmbit internacional.
El 19 de març del 2011 va morir víctima d'un càncer.

## Publicacions[1]
Ha coordinat i ha col·laborat en diverses publicacions, com ara:
- Ceràmica esmaltada española (Barcelona, 1981)
- Josep Llorens Artigas (Barcelona, 1981)
- Picasso ceramista (Barcelona, 1982)
- Museo de Cerámica (Brussel·les, 1993)
- Miró ceramista (Barcelona, 1993)
- L'esplendor de l'Alcora. Ceràmica del segle XVIII (Barcelona, 1994)
- Cerâmica espanhola, dos árabes a Miró nas colecçoes do Museu de Cerâmica de Barcelona (Lisboa, 1996)
- Federico García Lorca. 46 poemas (selecció) (Barcelona, 1997)
- 66 Haiku (selecció) (Barcelona, 1997),
- Summa Artis. Cerámica Española, vol. XLII (Madrid, 1997).